# Центральная аэрологическая обсерватория
Центральная аэрологическая обсерватория (ЦАО) — научно-исследовательский институт, одно из ведущих научно-методических и научно-исследовательских учреждений в составе Федеральной службы по гидрометеорологии и мониторингу окружающей среды. Обсерватория в находится на южной окраине города Долгопрудный Московской области, в 20 км к северо-западу от центра Москвы и в 3 км к северу от МКАД.

## История
Основана в 1941 году по указу Главного Управления Гидрометеорологической Службы Красной Армии № 65, учреждение организовывалось на базе Аэрологической обсерватории и Центрального института прогнозов, директором обсерватории был назначен Георгий Иванович Голышев.   В 1943 г. Главным управлением гидрометеорологической службы СССР принято решение создать в ЦАО аэрологический центр, поскольку ранее исполнявший эту функцию Аэрологический институт ГГО в Павловске был разрушен при бомбардировках немецкими войсками.

## Структурные подразделения
На данный момент в состав Центральной аэрологической обсерватории входит 9 отделов, занимающихся различными отраслями метеорологии, аэрологии и физики атмосферы.
- Научно-технический центр радиозондирования
- Научно-технический центр радиолокационной метеорологии
- Отдел физики облаков и  активных воздействий
- Отдел озонного мониторинга
- Отдел исследования состава атмосферы
- Отдел физики высоких слоев атмосферы
- Летный научно-исследовательский центр
- Экспериментально-воздухоплавательный отдел
- Лаборатория дистанционного зондирования

## Руководители обсерватории
- Голышев, Георгий Иванович

## Известные сотрудники
- Костарев, Вадим Владимирович
- Крикун, Александр Филиппович